# Web SQL数据库
Web SQL数据库是用于将数据存储在数据库中的网页應用程式介面（API），这些数据库可以使用SQL的变体进行查询。
Google Chrome、Opera和Android Browser均支持该API。 
W3C Web应用工作组（Web Applications Working Group）已于2010年11月停止研究该规范，理由是凡是使用Web SQL数据库的瀏覽器對應的數據庫管理系統均為SQLite，無法在其他數據庫管理系統上實現，因此Web SQL 数据库无法继续成为W3C的推薦規範。
Mozilla公司也是该标准的反對者之一，而同时Mozilla公司又是IndexedDB的主要支持者。

## 另見
- HTML5
- Indexed Database API
- 网络存储